# Jazz

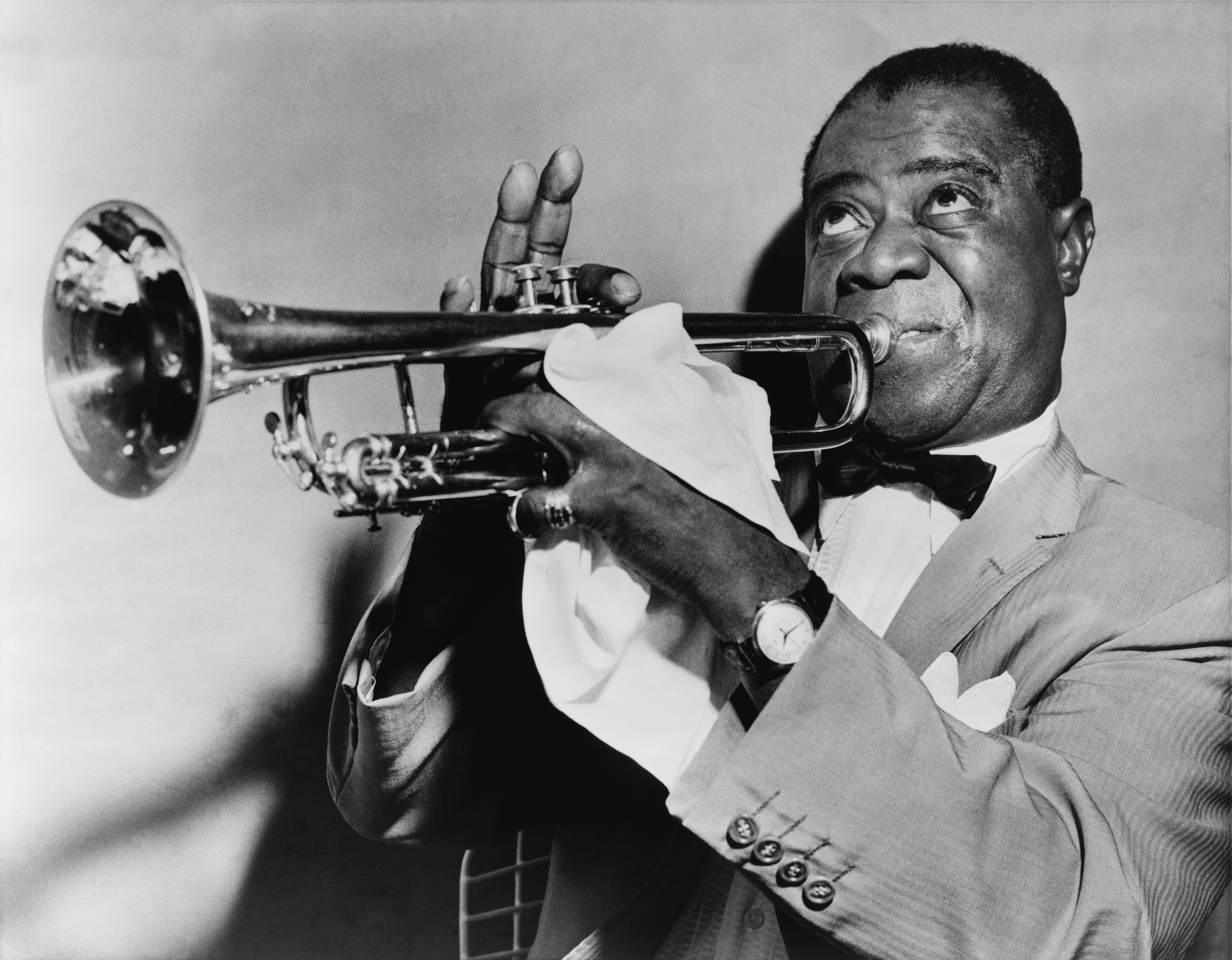
Louis Armstrong, einer der bedeutendsten Musiker des Hot Jazz mit großem Einfluss auf die weitere Entwicklung des Jazz

Jazz (Aussprache: [d͡ʒæz] ⓘ oder [jat͡s] ⓘ) oder Jazzmusik ist eine ungefähr 1900 in den Südstaaten der USA entstandene, ursprünglich überwiegend von Afroamerikanern hervorgebrachte Musikrichtung, die in vielfältiger Weise weiterentwickelt wurde, häufig im Crossover mit anderen Musiktraditionen und Genres. Mittlerweile werden auch Musikformen zum Jazz gezählt, die oft nur lose oder kaum noch mit der afroamerikanischen Tradition verbunden sind. Das Wort Jazz wird seit 1915 auf Musik bezogen.
Der Jazz wird im Hinblick auf seine künstlerische Bedeutung häufig als amerikanisches Pendant zur klassischen europäischen Musik verstanden. Darüber hinaus hat er vielen anderen Sparten der Musik neue Möglichkeiten eröffnet und viele andere Genres beeinflusst.

## Kennzeichen des Jazz
Der Jazz ist eine Mischung aus europäischen (Melodik, Harmonik, Musikinstrumente) und westafrikanischen (Improvisation, Call and Response, synkopierte Rhythmen) musikalischen Elementen, beeinflusst von Ragtime, Minstrel Shows und Blues. Die Melodien basieren auf der Tonalität des Klaviers. Typische Instrumente waren Trompete, Posaune, Saxophon und Klavier, später auch fast jedes andere Musikinstrument.
Auch die neueren Strömungen des Jazz weisen einzelne musikalische und ästhetische Charakteristika auf, die sie als Jazz erkennbar werden lassen. Zu diesen Kennzeichen gehören vor allem die Blue Notes, aber auch:
- Improvisation,
- Jazzrhythmik mit (zumindest tendenziell) polyrhythmischem Charakter, etwa durch den Offbeat,
- eine spezielle Art der Tonbildung (zum Beispiel Schleiftöne und Multiphonics) und Instrumentenbehandlung,
- stilistische Individualität einzelner Musiker und
- ein Traditionsbezug auf vorhergegangene Stile der Jazzgeschichte.

Der Jazz entstand in einem Verschmelzungsprozess aus Elementen der afroamerikanischen Volksmusik (Blues, Worksong, Negro Spiritual) und der europäisch-amerikanischen Marsch-, Tanz- und Populärmusik. Die Geschichte des Jazz ist „in erster Linie eine Geschichte individueller und kollektiver Stilistiken, Improvisations-Strategien, Phrasierungs- und Intonationsweisen, kurz: eine Interpretations-Geschichte.“ Daraus ergibt sich aber auch: Den Jazz gibt es nicht (mehr) – im Verlauf der Jazzgeschichte wird es zunehmend schwierig, sich auf eine einheitliche Definition dieses Begriffs zu einigen und Jazzmusik alleine aufgrund ihrer musikalischen Gestaltungsmittel zu definieren.

## Zentrale Jazzstile
Mit der zunehmenden Verbreitung und Popularisierung entstand zunächst die Jazz-Kritik und dann die Jazzforschung. Sie versteht den Jazz nicht nur als eine mitreißende Unterhaltungsmusik, sondern auch als ernstzunehmende kulturelle Leistung. So trug sie entscheidend zur Wertschätzung und zum Verständnis eines größeren Publikums für diese Musik bei. Damit bereitete sie den Boden dafür, dass die ab den 1940er Jahren hervorgebrachten Entwicklungen, die, wie der Modern Jazz, jenseits der Popular-Musik liegen, auch eine weltweite Hörerschaft fanden. Allerdings widersprach die Jazz-Kritik mit ihren Kategorisierungen und Deutungen häufig dem andersartigen und überwiegend von afroamerikanischer Kultur geprägten Zugang der Musiker.
Die Jazz-Kritik entwarf eine Reihe von Jazz-Stilen und deutete ihre Abfolge so, dass die auf dem Blues, dem Gospel und dem Ragtime aufbauende Jazz-Geschichte zumindest bis in die 1960er Jahre als annähernd „folgerichtige“ Entwicklung erschien: New Orleans Jazz / Dixieland Jazz; Chicago-Jazz; Swing; Bebop; Cool Jazz / West Coast Jazz; Hard Bop / East Coast Jazz; Free Jazz; Fusion / Rock Jazz. Ungefähr ab 1970 wuchs die Vielfalt der unterschiedlichen Stilrichtungen erheblich an und mit ihnen auch widersprüchliche Auffassungen davon, worauf es im Jazz ankommt, welche Entwicklungen richtungsweisend sind und welche neu hinzugekommenen Musiker als bedeutend anzusehen sind. Es gelang für die Zeit ab den 1970er Jahren daher keine allgemein anerkannte Darstellung einer stilistischen Entwicklung mehr. So werden heute mehrere, zum Teil unterschiedliche Bezeichnungen für Stile, Strömungen und Musikerkreise verwendet. Auch die Stile der Vergangenheit werden aus neueren Blickwinkeln mitunter mit zusätzlichen Stil-Bezeichnungen angereichert („Latin Jazz“, „Modal Jazz“) und abweichend bewertet. Von Musikern, aber auch von Jazz-Kritikern und -Forschern selbst werden all diese Kategorisierungen grundsätzlich in Frage gestellt. Sie sind allerdings zur allgemeinen Orientierung gebräuchlich geblieben.

### New Orleans Jazz (ab 1905)

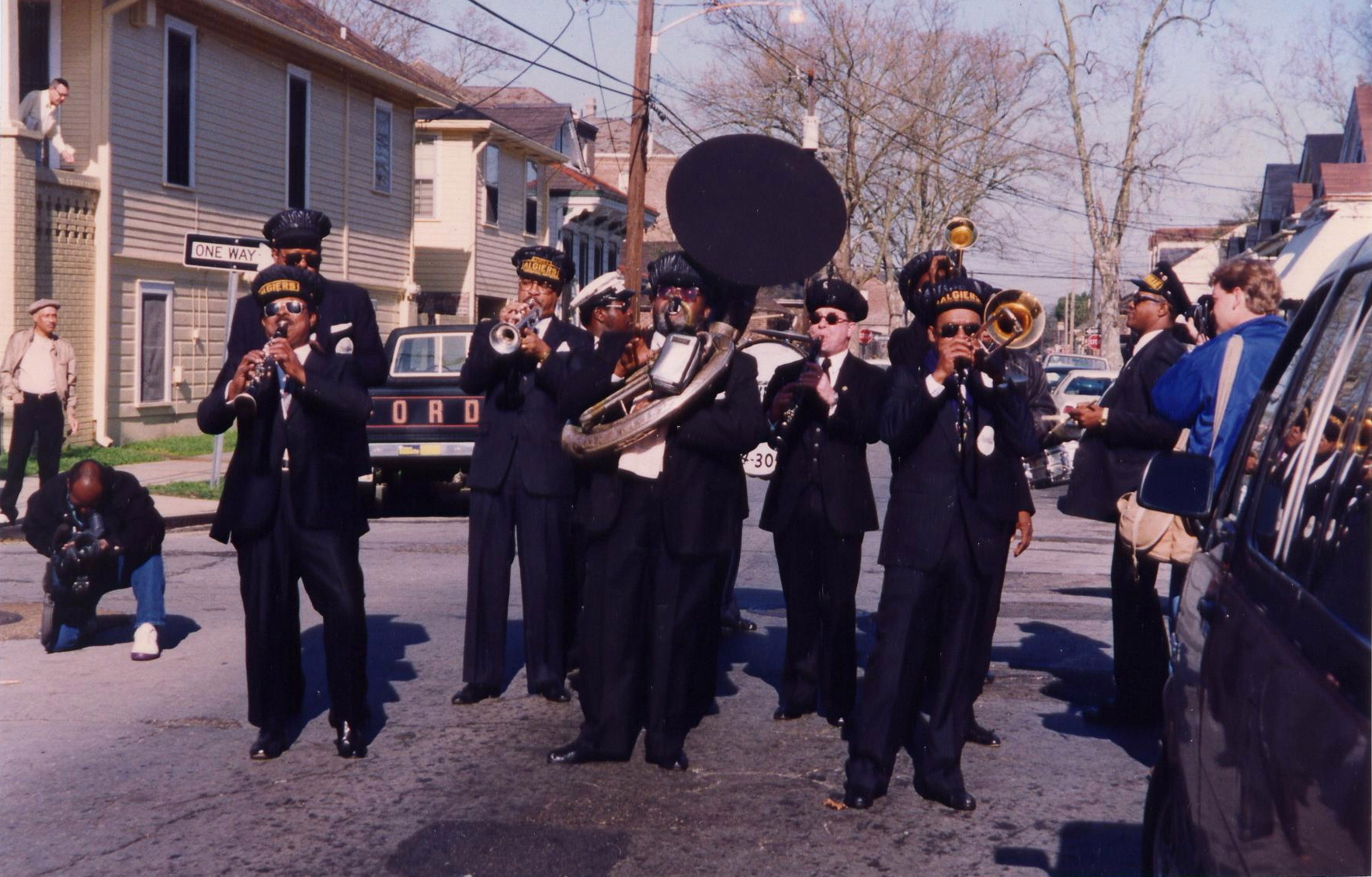
Die Algiers Brass Band in New Orleans

New Orleans Jazz entwickelte sich Anfang des 20. Jahrhunderts in New Orleans (Louisiana) und verbreitete sich in den 1910er Jahren durch New Orleans Bands nach Chicago, Illinois und New York. New Orleans Jazz wird häufig als der erste wirkliche Jazz-Stil gesehen. Es war auch die erste Musik, die unter dem Begriff Jazz zitiert wurde. Vor 1917 wurde das Wort Jazz oft „Jass“ buchstabiert. Bekannte Vertreter des New Orleans Jazz waren Kid Ory und Louis Armstrong, der in vielen verschiedenen Bereichen des Jazz wirkte. Der historische Vorgänger waren die Musik der Street Bands, Kirchenlieder, Negro Spirituals und Blues, aber auch der Cakewalk und Ragtime. Seine Stilmerkmale sind: Kollektivimprovisation, Breaks, die Trompete als Hauptstimme (wird von den anderen Bläsern umspielt). In den 1950er Jahren erlebte der New Orleans Jazz eine Renaissance unter dem Begriff New Orleans Revival.

### Dixieland Jazz (ab 1910)
Durch die damalige Rassentrennung waren Bands nach Hautfarben getrennt. In New Orleans gab es von Anfang an sowohl afroamerikanische als auch weiße Bands. Sie lieferten einander oft musikalische Duelle in den Straßen. Es bildete sich schließlich eine weiße Spielart des New Orleans Jazz heraus, der Dixieland. Die Original Dixieland Jass Band spielte am 26. Februar 1917 ihre erste Schellackplatte ein, die im Mai 1917 veröffentlicht und ein Millionenhit wurde. Mit ihr begann sich der Jazz weltweit durchzusetzen. Beim Dixieland traten die ursprüngliche Tonbildung, Schleiftöne, expressives Vibrato und der Gesamtausdruck zurück. Die Melodien waren glatter, die Harmonien reiner und die Technik geläufiger. Dixieland Jazz ist allerdings nicht scharf vom New Orleans Jazz abzugrenzen. Im Verlauf der Zeit spielten Musiker unabhängig von ihrer Hautfarbe beide Richtungen. Heute gibt es drei Hauptströmungen des Dixieland Jazz: Den Chicago Style, West Coast Revival und New Orleans Traditional.

### Chicago Jazz (ab 1919)
In Chicago fand der New Orleans Jazz und der Dixieland Jazz der Profis aus dem Süden viele Nachahmer. Dazu zählten insbesondere junge Amateure, meist Schüler und Studenten. Es gelang ihnen nicht, die komplexen Konstruktionen gleichwertig nachzubilden. Letztlich entwickelte sich ein neuer Stil, der Chicago Jazz. Die Melodien überkreuzen sich dabei nicht mehr, sondern liegen parallel zueinander. Die einzelnen Soli haben im Gegensatz zur Kollektivimprovisation des New Orleans Jazz eine größere Bedeutung. Erstmals tritt hier das Saxophon als wichtiges Instrument auf. Ein bedeutender Vertreter dieser Stilrichtung war Bix Beiderbecke.

### Swing (ab 1926)

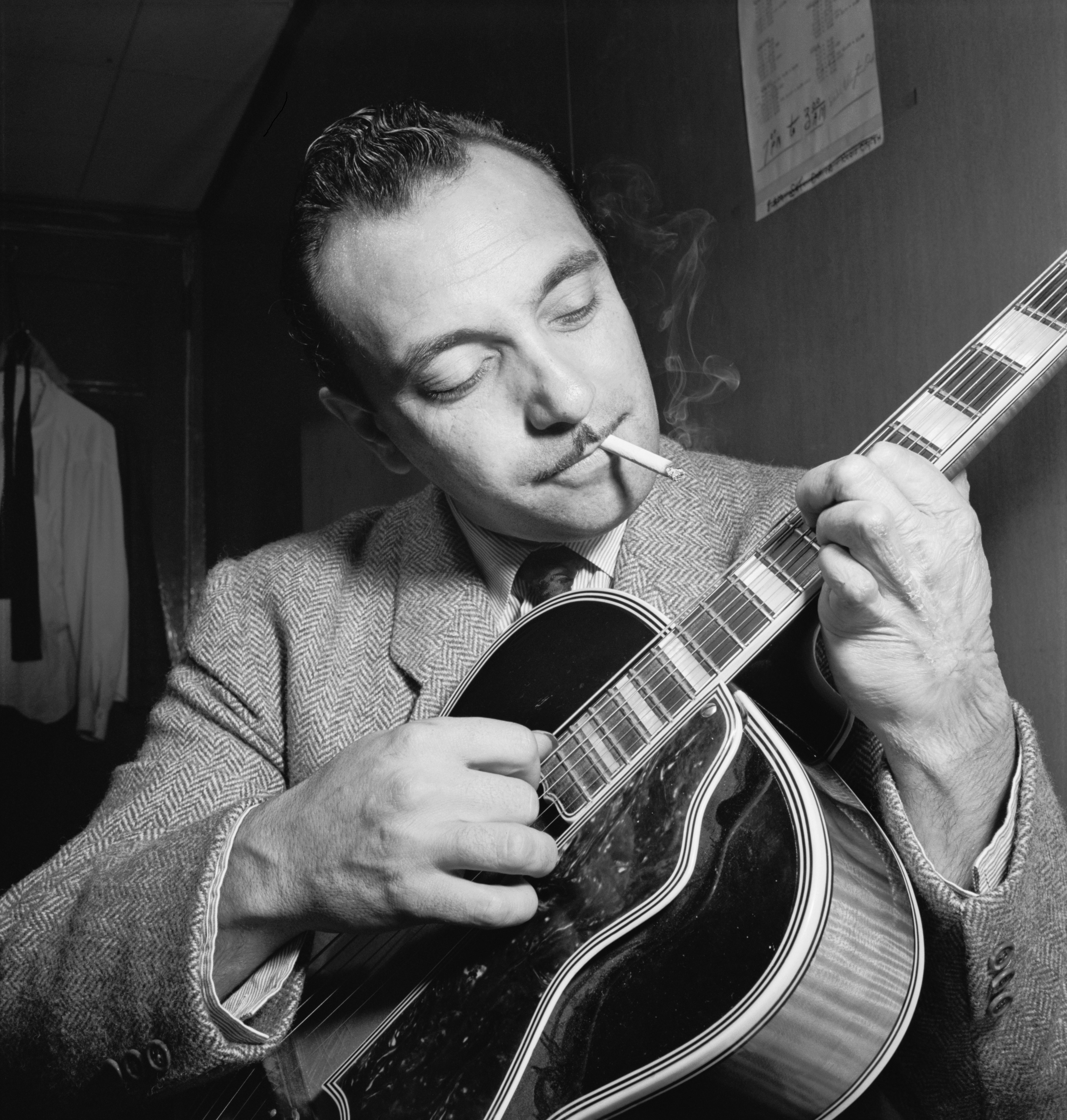
Django Reinhardt, einer der großen Jazz-Gitarristen seiner Zeit

Der Swing war die populärste Stilrichtung der Jazzgeschichte. Sie entstand Mitte bis Ende der 1920er Jahre. Aufgrund der Weltwirtschaftskrise schlossen sich die Musiker zu sogenannten Bigbands zusammen, da sie als Einzelne in diesem Beruf nicht mehr bestehen konnten. Der Swing hatte zwischen 1935 und 1945 seine Blütezeit. Kansas City Jazz und Western Swing sind zunächst regionale Unterstile des Swing, die aber ab Mitte der 1930er auch überregionale und internationale Bedeutung erlangten. In dieser Zeit übernahm auch der Gospel vieles aus der Jazzharmonik und beeinflusste später den Rhythm and Blues damit.
In Europa entwickelte sich seit den späten 1920er Jahren der Gypsy-Jazz oder Jazz manouche. Der bekannteste Vertreter dieser Richtung war der Gitarrist Django Reinhardt, der diesen Stil durch außergewöhnliche Grifftechniken und seine Virtuosität entscheidend mitgestaltete. Der Gypsy-Jazz entstand als europäischer Ableger des angloamerikanischen Swing und war beeinflusst durch viele europäische Musikstile, insbesondere den Valse Musette und den ungarischen Csárdás. Gypsy-Jazz oder Jazz manouche wurde auch „String Jazz“ genannt, weil er hauptsächlich mit Saiteninstrumenten wie Gitarre, Geige und Kontrabass in der Besetzung des frühen Quintette du Hot Club de France gespielt wurde.

### Bebop (ab 1940)

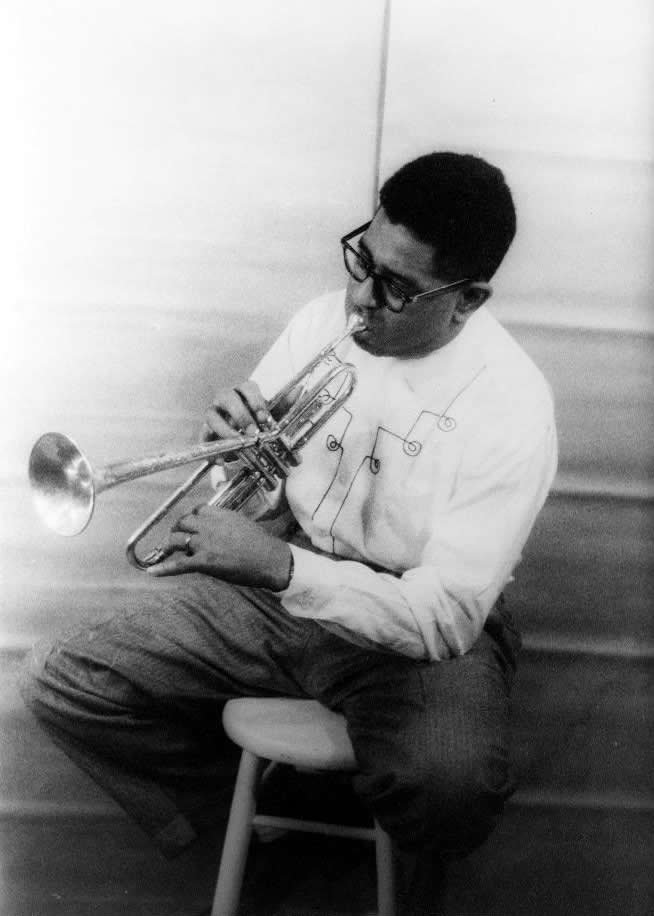
Dizzy Gillespie – Wegbereiter von Bebop und Latin Jazz

Bebop entwickelte sich ab 1940 und legte die Grundlagen für den Modern Jazz. Besonderheiten des Bebop sind größere rhythmische Freiheiten für Schlagzeug und Bass, extrem schnelle Tempi und komplexere Harmonieschemata als im Swing, sowie die Einführung der Tempoverdoppelung in die solistischen Improvisationen. Gleichzeitig lockerte sich die Bindung an ein Thema. Musiker wie Charlie Parker griffen in der Regel nur noch auf den formalen Rahmen und die Harmonieabfolgen eines Musikstücks zurück und ließen die Melodie des Themas in den Improvisationen weitgehend unberücksichtigt. Ein weiteres Merkmal des Bebop sind Improvisationen über einen längeren Zeitraum, manchmal beginnen oder enden sie mitten in einem Chorus. Mischformen dieses Modern Jazz mit dem Swing wurden zunächst unter dem Namen Mainstream Jazz vermarktet.

### Latin Jazz (ab 1947)
Latin Jazz ist eine Spielart des Modern Jazz, die sich vor allem durch die Übernahme von Rhythmen und manchmal auch Kompositionen aus dem Repertoire der lateinamerikanischen Musik auszeichnet. Zunächst handelte es sich vorwiegend um eine Verbindung des Jazz mit Elementen verschiedener Stilen aus der Karibik, wobei der Musik Kubas eine Schlüsselstellung eingeräumt wurde. Im weiteren Sinne schließt der Begriff auch Einflüsse aus der brasilianischen Popularmusik mit ein. Der Pionier des Latin Jazz war Dizzy Gillespie. Er führte 1947 in der New Yorker Carnegie Hall zusammen mit kubanischen Perkussionisten die „Afro-Cuban Drums Suite“ auf.

### Cool Jazz (ab 1948)
Cool Jazz wurde Ende der 1940er Jahre in New York aus dem Bebop heraus entwickelt. Der Terminus „cool“ bezieht sich auf eine eher introvertierte Grundhaltung des Musizierens. Der Cool Jazz mit Pionieren wie Lennie Tristano oder Miles Davis ist eher konzertant orientiert und bevorzugt langsamere Tempi und weitgeschwungene Melodiebögen. Der West Coast Jazz ist eine in Kalifornien entstandene melodische Variante dieses Stils, die deutlicher Unterhaltungsbedürfnisse befriedigen möchte.

### Hard Bop (ab 1955)
Der Hard Bop (auch Hardbop) ist eine Weiterentwicklung des Bebop. Er nahm Elemente aus der neueren afroamerikanischen Unterhaltungsmusik auf, was eine insgesamt rhythmisch akzentuierte, auf die Takteinheiten ausgerichtete Spielweise mit sich brachte. Soul Jazz ist die funkige Variante, die in den frühen 60er Jahren entstand.

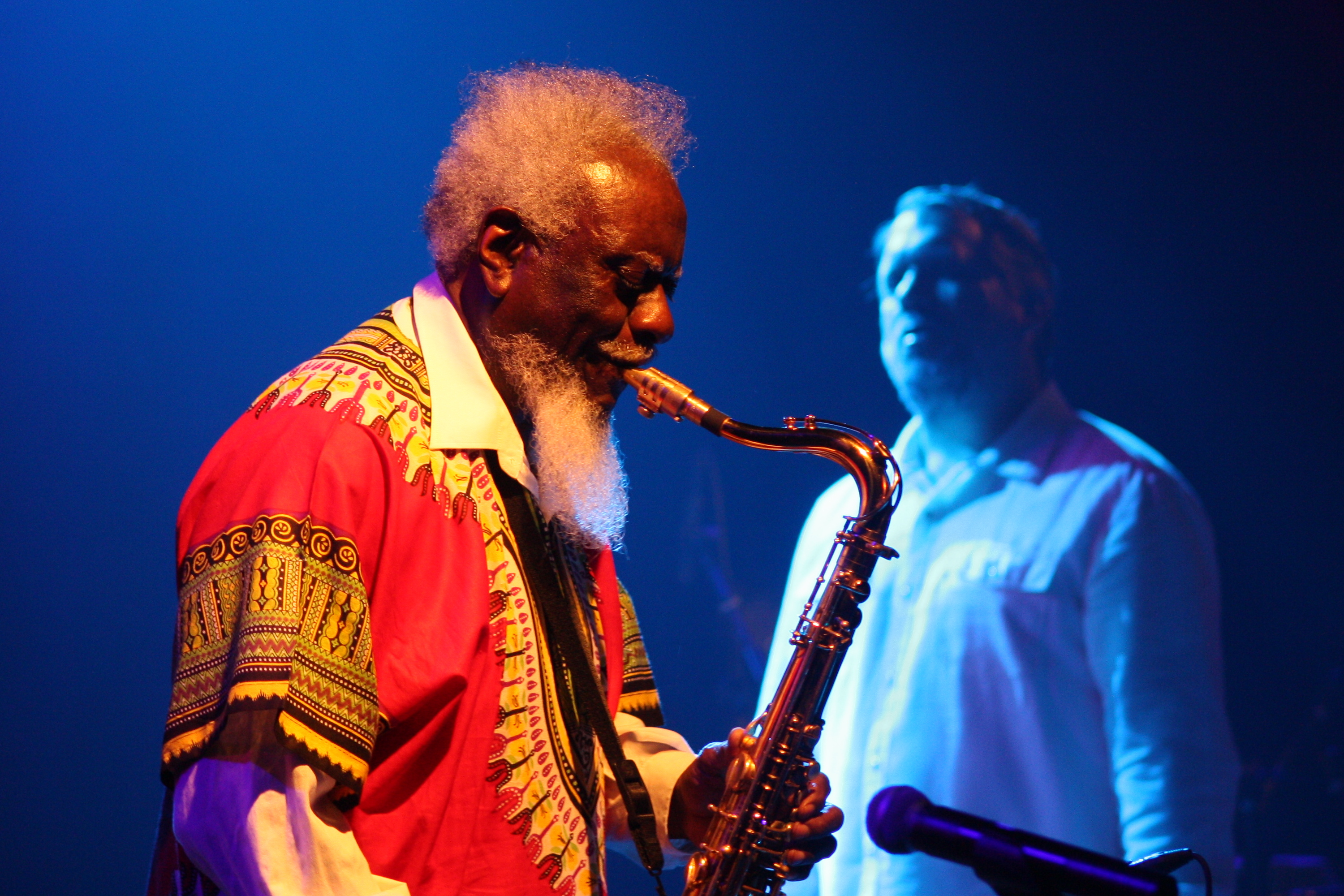
Pharoah Sanders trug die Intensität des freien Spiels auch in jüngere Formen ein (im Hintergrund Rob Mazurek).

### Free Jazz (ab Ende der 1950er Jahre)
Free Jazz ist einerseits ein historischer Begriff für freies ungebundenes Improvisationsspiel im Jazz seit den 1960er Jahren. Andererseits ist es ein bis heute ausstrahlendes Paradigma, das die Möglichkeit zur freien Entfaltung immer neuer Formen im Jazz bereithält. Eine stilistische Analyse ist daher nur bedingt möglich. Im zeitgenössischen Avantgarde Jazz – einer späteren, intellektuellen Variante des Free Jazz – greift man in der Regel auf durchgehende Metren zurück. Daneben hat sich aktuell mit der freien Improvisation eine Form spontanen Spiels aufgetan, die jedoch die Bezüge und Rückverbindungen zum Jazz aufgibt und Neuland jenseits etablierter Musikgattungen betritt.

### Jazz Fusion (ab Ende der 1960er Jahre)
Jazz Fusion ist ein Genre, das Jazz mit anderen Stilrichtungen kombiniert, besonders mit Rock- und Funkmusik. Typischerweise mischen Jazz-Musiker hier Jazztechniken unter Einsatz elektrisch verstärkter Instrumente, wie der E-Gitarre, dem E-Piano oder dem Synthesizer mit rhythmischen Strukturen afroamerikanischer Popmusik. Das können die Grooves der Soulmusik, die des Rhythm and Blues oder auch binäre Rhythmen der Rockmusik sein. Jazzfunk ist eine funkige Variante der Fusionmusik. Im selben Maße, wie sich Jazzmusiker der Rock- oder Funkmusik näherten (zum Beispiel Herbie Hancock), kam es auch zu einer Verschmelzung von der anderen Seite: Rockmusiker wie Brian Auger, Al Kooper und Bands wie Embryo schufen den Rockjazz analog zum Jazzrock von Miles Davis oder Weather Report.

## Zeitgenössische Entwicklungen

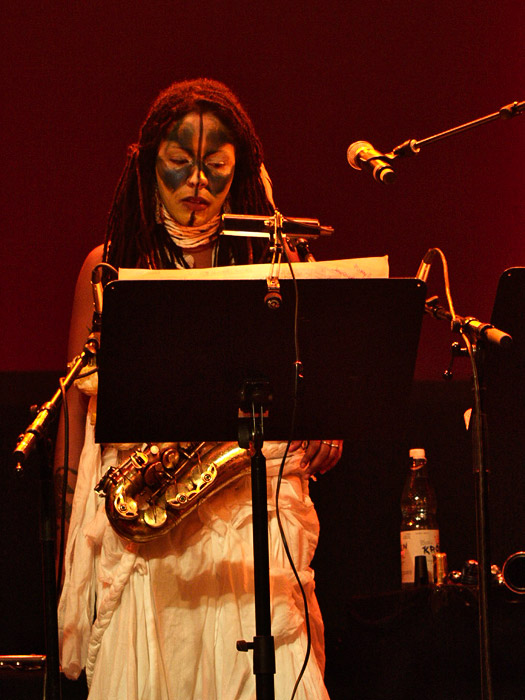
AACM-Saxophonistin Matana Roberts auf dem Moers Festival 2006

### Modern Creative
Modern Creative ist ein Jazzstil, der die stilistische Vielfalt des Modern Jazz zeitgenössisch aufgreift. Er wird als Weiterentwicklung des Free Jazz gesehen und entstand durch die mannigfaltigen musikalischen Mittel, die den Musikern heute zugänglich sind. Viele Jazzmusiker haben daraus unterschiedliche persönliche Improvisationssprachen entwickelt. So können sie sich in den verschiedenen zeitgenössischen Jazzstilen improvisatorisch ausdrücken. Musiker wie Paul Bley, James Carter, Theo Jörgensmann oder Michael Moore kann man dem Modern Creative Jazz zurechnen.

### World Jazz bzw. Ethno-Jazz
Anders als frühere Begegnungen von Jazzmusikern mit Musikern anderer Musikkulturen, bei denen exotische Themen mit Mitteln der Jazz-Stilistik behandelt wurden, entstanden ab den 1970er Jahren Verbindungen von Jazz mit „nicht-westlicher“ Musik, in denen der Jazz-Charakter zugunsten eines gleichberechtigten Austauschs und des Bemühens um tatsächliche Fusion zurückgestellt wurde (zum Beispiel in den Gruppen Shakti oder Codona). Für diese Versuche einer musikalischen Synthese wurden Bezeichnungen wie „World Jazz“ oder auch „Ethno-Jazz“ gebräuchlich. Der Begriff „World Music“ wird aber auch in darüber hinausgehender Weise verstanden, im Sinne einer allen Musikkulturen zugrundeliegenden Gemeinsamkeit, einer weltumspannenden musikalischen Sprache und sogar im Sinne einer Abbildung universaler (spiritueller) Welt-Prozesse in Musik.

### Neotraditionalismus
Anhänger des „Neotraditionalismus“ lehnen die Entwicklungen des Free Jazz und der Jazz Fusion als dem Wesen des Jazz widersprechend ab und sehen die Elemente Blues und Swing als unentbehrliche Bestandteile von Jazz an. Der sogenannte „Neobop“ – eine aktuelle Form einer aus dem Bebop und Hardbop abgeleiteten Jazz-Tradition – bildet einen wesentlichen Teil des Neotraditionalismus, der aber weit darüber hinausreicht: einerseits durch einen Rückbezug auf ältere Stile (Louis Armstrong dient als wichtiger Bezugspunkt), andererseits durch einen starken Einfluss des sogenannten modalen Jazz (das Vorbild der Miles-Davis-Quintette ist allgegenwärtig). Im Vordergrund der öffentlichen Aufmerksamkeit dieser Bewegung steht der Trompeter Wynton Marsalis.

### Neoklassizismus

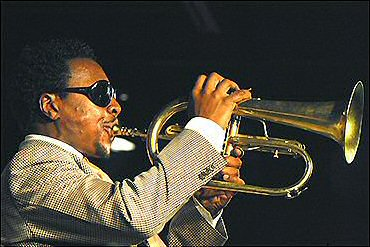
Roy Hargrove

Der Ausdruck „Neoklassizismus“ wird zur Bezeichnung einer Stilrichtung verwendet, die sowohl die logische Folge als auch die Abkehr vom Free Jazz darstellt. Sie ist aus dem „Gestus des langen improvisatorischen Freiflugs“ hervorgegangen, hat aber die Ästhetik der Avantgarde aufgegeben. Diese Richtung teilt mit dem Neotraditionalismus („Klassizismus“ im Sinne Berendts) die Wertschätzung für die afroamerikanische Jazz-Tradition, bringt in ihr Traditions-Verständnis jedoch die Formen und Ausdrucksmittel des gesamten Jazz ein. Protagonisten dieses Stils, der sich seit den 1990er Jahren immer mehr in Richtung Neo-Traditionalismus bewegt, sind u. a. Archie Shepp oder David Murray. So werden etwa die Schrei-ähnlichen Überblas-Effekte des Free Jazz im Spiel des Tenor-Saxofonisten David Murray melodisiert und erscheinen damit mehr als moderne Formen uralter Blues-Shouts, als dass sie in einem avantgardistischen Sinne zu verstehen wären.

### Acid Jazz
Der Begriff Acid Jazz wurde in den späten 1980er Jahren geprägt, als vorwiegend britische DJs tanzbare Soul- und Funkjazz-Aufnahmen der 1960er und 1970er wiederentdeckten und in Diskotheken spielten. Viele Aufnahmen der damaligen Zeit wurden unter dieser Bezeichnung wiederveröffentlicht. Im Zuge dieses Revivals bildeten sich auch neue Formationen, die Jazz mit Soul und Funk kombinierten. Dabei wurden auch elektronische Klangerzeuger verwendet, speziell beim Beat, aber auch sonst im Arrangement. Acid Jazz funktioniert als tanzbarer Clubsound und steht dem Musikgenre Disco nahe.

### Downtown
„Downtown“ ist eine Bezeichnung für eine fast ausschließlich euro-amerikanische Szene, die in Downtown Manhattan eine spezifische Stilrichtung entwickelt hat. Sie führte in den 1980er Jahren zunächst den Jazz in extrem avantgardistische Bereiche („Noise Music“, Verwendung von Geräuschen anstelle von Tönen) mit Verbindungen zur „Neuen Musik“ und zu avantgardistischer Rock-Musik. Daraus entwickelte sie ein extrem eklektizistisches Musikverständnis: die unterschiedlichsten Musikarten (Zeichentrickfilm-Musik, Avantgarde-Jazz, Grindcore usw.) werden gleichberechtigt verwendet – oft collagenartig und in schnell wechselnder Abfolge. Als zentrale Persönlichkeit dieser Szene gilt der Alt-Saxofonist John Zorn.

### Imaginäre Folklore
Beim Konzept der imaginären Folklore bilden folkloristische oder als folkloristisch empfundene Melodien oder deren rhythmische Strukturen den Ausgangspunkt für die Improvisationen. Neben Musikern aus dem Kreis der Association à la Recherche d’un Folklore Imaginaire (ARFI) wie Louis Sclavis gehören Gianluigi Trovesi und mittlerweile auch Norbert Stein aus Deutschland zu den führenden Vertretern dieser Richtung.

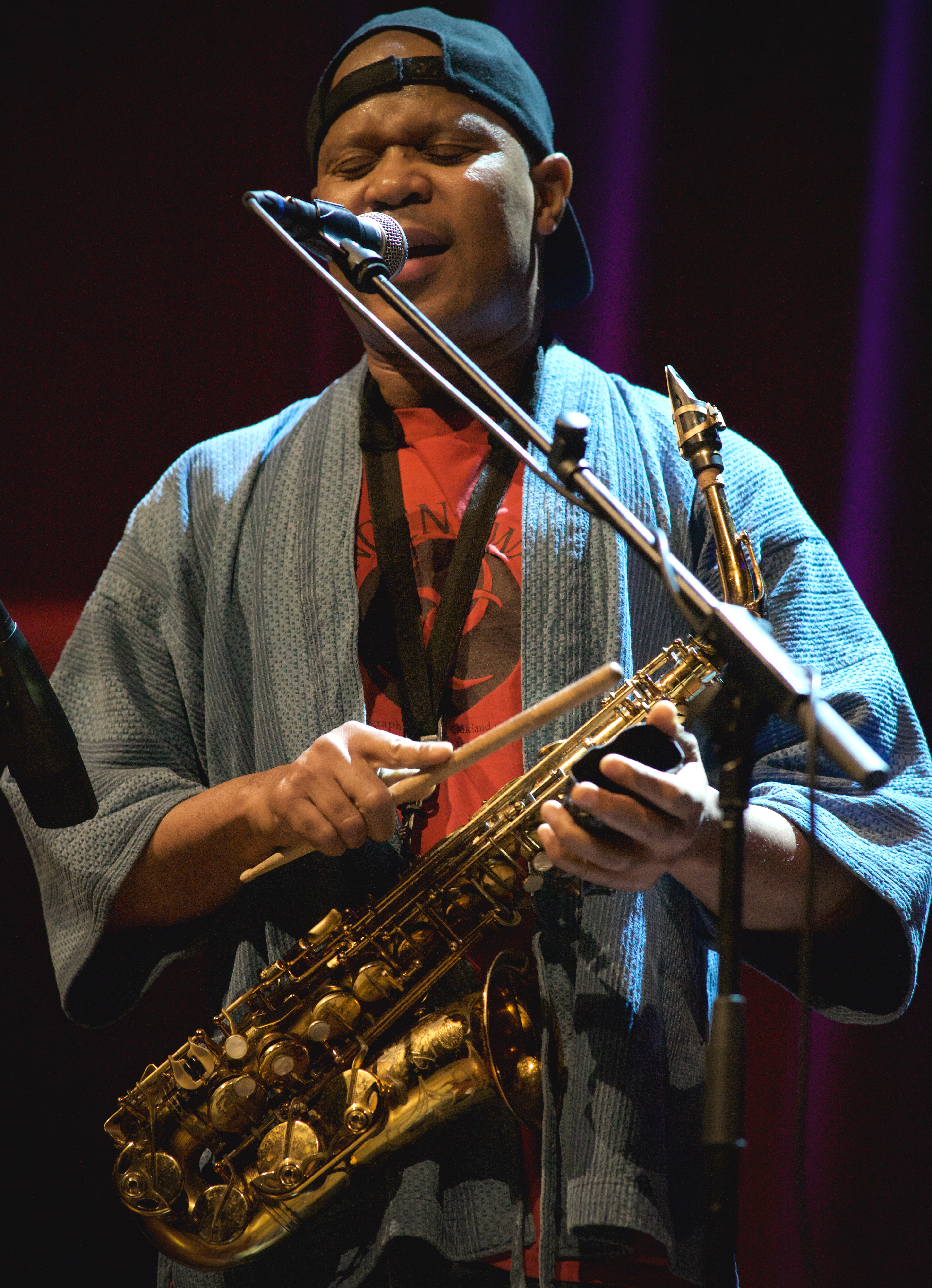
Steve Coleman (2017), bedeutendster Vertreter der M-Base-Bewegung

### M-Base
Die Musik der herausragenden Vertreter des M-Base-Musiker-Kreises ist hoch komplex strukturiert und virtuos, bezieht zahlreiche Elemente der Jazz-Tradition mit ein, stellt aber den Gegenwartsbezug in den Vordergrund und ist in der aktuellen afroamerikanischen Groove-Musik verankert.

### Nu Jazz
Nu Jazz (gelegentlich auch als Electro Jazz bezeichnet) ist eine Richtung der elektronischen Musik der späten 1990er- und der 2000er-Jahre. Auch der Nu Jazz ist nur bedingt als originärer Jazzstil zu bezeichnen, da die Basis dieser Musik meist elektronische Musik ist, die mit Jazz-Elementen verbunden wird. Wie auch Electronica oder Downtempo ist Nu Jazz nicht genau definiert, sondern wird vielseitig eingesetzt und für viele verschiedene musikalische Variationen verwendet. Als Nu Jazz wird beispielsweise sowohl Drum and Bass oder House mit Jazz-Anklängen als auch der Broken Beat bezeichnet.

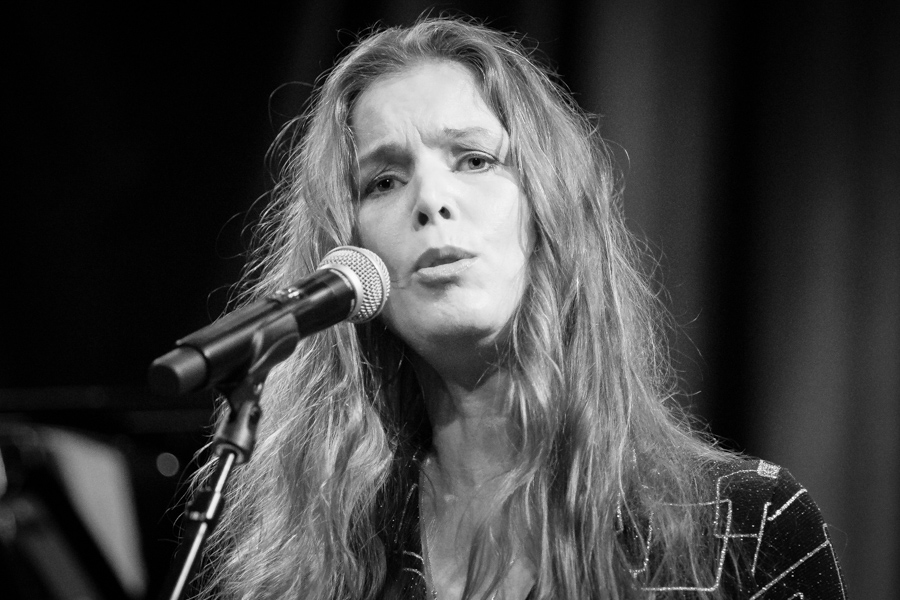
Rebekka Bakken (2017)

### Smooth Jazz bzw. Pop-Jazz
Smooth Jazz wird häufig der Easy-Listening-Musik zugeordnet. Entstanden aus dem Jazz-Rock (Fusion) der 1970er Jahre, verbindet diese melodische Spielart den Jazz mit rhythmischen Texturen der Popmusik. Smooth Jazz ist überwiegend ein Radioformat in Nordamerika, das dort in den 1990er Jahren sehr populär wurde. Zu den Wegbereitern zählen Bob James, Lee Ritenour und Grover Washington Jr. Besonders erfolgreiche Interpreten sind George Benson und Kenny G. und in Deutschland Till Brönner. In den letzten Jahren wurde vornehmlich durch Sängerinnen wie Silje Nergaard, Rebekka Bakken, Katie Melua, Norah Jones, Viktoria Tolstoy und Solveig Slettahjell die Jazzmusik mit Mitteln der Popmusik neu definiert. Hier wird eher der Begriff Pop-Jazz verwendet (siehe auch Pop-Jazz).

### Jazz-Rap
Durch das Aufkommen des Hip-Hop als Jugendkultur wurde auch die Musikrichtung Jazz-Rap in den Jazz integriert. Ein Vertreter des Jazz-Rap in Deutschland ist die Jazzkantine. Als ein Wegbereiter dieser Spielart des Jazz gilt das Bandprojekt Jazzmatazz. Zu den Vertretern des Subgenres gehörten um 2020 auch Künstler wie Kassa Overall (Go Get Ice Cream and Listen to Jazz), Robert Glasper (Fuck Yo Feelings), Melanie Charles, R.A.P. Ferriera, Karriem Riggins, das Kollectiv Stas Thee Boss und der Sänger/Produzent (Liv).e.

### Electroswing
Der Electroswing ist eine Form der zeitgenössischen elektronischen Tanzmusik und bedient sich in Retromanier Melodien, teilweise auch Instrumentierungen aus der Jazz- und Unterhaltungsmusik der 1920er bis 1950er Jahre. Sie werden mit elektronischen Klängen und Beats unterlegt.

## Musikalische Form
Im Vergleich mit der „Architektur der großen Form“ in der europäischen Konzertmusik mit dem zunehmend groß angelegten komplexen Aufbau ihrer Kompositionen wirkt der Jazz (ähnlich wie auch afrikanische und indische Musikformen) zumeist einfach. Der großen Bedeutung der Improvisation und des Grooves im Jazz entsprechend ist die musikalische Gestaltung sehr in den Verlauf der Zeit eingebettet, mit grundsätzlich offenem Ende. Jazz ist demnach weitgehend seriell (hintereinander verlaufend) organisiert und tendiert daher zu modularen, kleineren Gestaltungseinheiten. Dem Musikwissenschaftler und Pianisten Vijay Iyer zufolge liegt das Augenmerk „statt auf der groß angelegten hierarchischen Form“ vermehrt „auf den fein-körnigen rhythmischen Details und der Hierarchie rhythmischer Überlagerungen. Die größeren musikalischen Formen ergeben sich daher emergent aus der improvisierten Gestaltung dieser kleinen musikalischen Bestandteile.“
Nur zum Teil wurde formal eine größere Nähe zur Konzertmusik der europäischen Tradition gesucht. Hier ist zunächst Duke Ellington mit Kompositionen wie dem Diminuendo And Crescendo In Blue oder der Suite Black, Brown and Beige zu nennen. Der Progressive Jazz eines Stan Kenton und vor allem der Third Stream eines Gunther Schuller, Charles Mingus oder John Lewis haben diesen Weg weiterverfolgt. Häufiger jedoch wurde in der Vergangenheit die ästhetische Haltung aus der Konzertmusik Europas auf weniger komplexe Musikstücke in die Song-Charakteristik und die in ihnen gespielten Improvisation übertragen, beispielsweise bei Dave Brubeck oder bei Jutta Hipp.
In einigen Strömungen des Jazz (zum Beispiel Modern Creative oder M-Base) werden den Improvisationen Eigenkompositionen zugrunde gelegt, in anderen wird häufig auf bewährte Standards und bekannte Songs anderer Musikgenres zurückgegriffen.

### Jazzstandards
Ein Jazzstandard ist eine Melodie mit festgelegter Harmoniefolge, die häufig als Thema und Material einer Jazzimprovisation dient. In der Regel wird das Thema zu Beginn und zum Schluss des Stücks vorgestellt; dazwischen erfolgen Improvisationen (fast immer in solistischer Abfolge). Standards stammen seit etwa 1930 aus Schlagern, Chansons, Musicals, Filmmusik und Eigenkompositionen von Jazzmusikern. Sie gehören zum Grundrepertoire eines traditionell orientierten Jazzmusikers. Seit den 1940er Jahren verwendeten Bebop-Musiker solche bereits bekannten Songs und schrieben neue Melodien über deren Akkordfolgen oder behielten die Melodie, veränderten aber die Akkordfolgen (Harmonien) dieser Songs. Auf diese Weise entstanden neue Standards, deren neuentwickelte Themen mit dem Fachbegriff bebop head bezeichnet werden.
Viele Jazzmusiker spielen diese Melodien und improvisieren darüber bzw. über die durch Melodien gebildete Akkordfolge. Die musikalischen Übereinkünfte dafür variieren von Stil zu Stil. Einige Jazzgruppen greifen bei Auftritten auch auf eine Auswahl der im Jazz allgemein anerkannten Jazzstandards zurück, auf die sich verschiedene Musiker oft rasch gemeinsam verständigen können. Diese Standardisierung bildet die Basis für eine allgemeine Verständigung. Damit können sie ohne Probe ein Konzert geben, selbst wenn sie sich vorher noch nie getroffen haben. Auch bei den spontanen Jazzmusikertreffen, den Jamsessions, spielen Standards eine verbindende Rolle. Eine Zusammenstellung der wichtigsten und meistgespielten Jazzstandards findet man im sogenannten Real Book, das in den meisten Sessions die Grundlage darstellt.

## Ausbildung und Förderung
Ab Anfang der 1960er Jahre, in Europa ab etwa 1970, verzeichnete die Ausbildung im Bereich des Jazz starken Aufschwung. Außer an eigenständigen akademischen Ausbildungsrichtungen im „Mutterland“ des Jazz wie dem Berklee College of Music, dem New England Conservatory of Music oder der Juilliard School konnte nun auch an der Kunstuniversität Graz Jazz studiert werden. In der Schweiz bietet seit damals die Swiss Jazz School Ausbildungsmöglichkeiten. In Deutschland ist es seit den 1980er Jahren üblich, dass sich an den Hochschulen für Musik eigene Studiengänge für Jazz und Popular-Musik befinden. In den letzten Jahren sind in den meisten Ländern Wettbewerbe wie Jugend jazzt und vor allem Jazzpreise entstanden, mit denen entweder vielversprechende Nachwuchsmusiker entsprechend anerkannt und gefördert oder verdiente Musiker ausgezeichnet werden.
Die jungen Jazz-Musiker sind heute allgemein auf sehr gutem technischen Stand. Die meisten dieser Nachwuchskünstler fixieren sich aber vorwiegend auf das Imitieren allseits anerkannter Jazzformen. Einige wenige hingegen setzen souverän ihre eigenen Vorstellungen in neue Formen musikalischer Gestaltung um.

## Etymologie

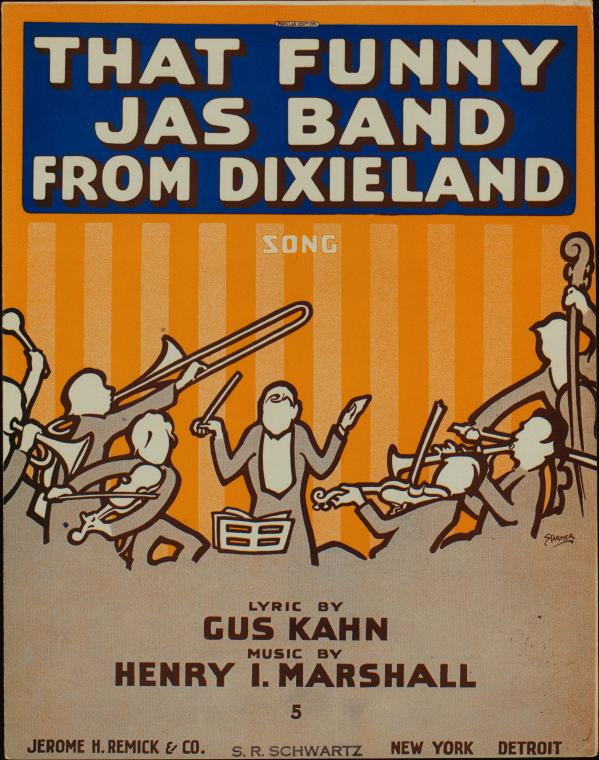
Frühe Notenausgabe von That Funny Jas Band from Dixieland (1916, in heute unüblicher Schreibweise)

Die Herkunft des Ausdrucks Jazz ist ungeklärt. Am Anfang bezeichnete man den frühen Jazz auch häufig als „Hot Ragtime“ oder einfach „Ragtime“. Lange Zeit wurde angenommen, dass der Begriff bereits 1909 in Cal Stewarts Song Uncle Josh in Society vorkomme: “One lady asked me if I danced the jazz …”, wahrscheinlich eine Art von Ragtime-Tanz meinend. Tatsächlich enthält jedoch erst eine spätere Aufnahme diesen Begriff. Möglich ist die Ableitung des Wortes „Jass“ oder „Jazz“ aus der Verwendung des Begriffs „jasm“ (französisches Wörterbuch von 1860) für Energie, Dynamik und Vitalität, als passender Ersatzbegriff für afrikanische Tanznamen (wie etwa Mandingo „jasi“ oder Temne „yas“), jedenfalls gilt ein anderes Slangwort („jism“) auch als davon abgeleitet. „Jasi“ ist nicht nur der Name eines Tanzes, sondern steht auch für „in Erregung versetzen“.
Die erste dokumentierte Verwendung des Wortes „Jazz“ ist im Sportjournalismus in Kalifornien im April 1912, als ein Baseballspieler namens Ben Henderson seine Wurftechnik gegenüber einem Reporter der Los Angeles Times als „jazz ball“ bezeichnete, was bald darauf 1913 von Reportern im Raum San Francisco für ein energiegeladenes Spiel mit „Pep“ aufgegriffen wurde. Als musikalische Bezeichnung ist „Jazz“ zu dieser Zeit jedoch nicht belegt (in New Orleans wurde sie damals als hot-Variante synkopierter Musik bezeichnet).
Für den Übertrag des Begriffs auf die Musik gibt es verschiedene Versionen:
- Nach Angabe des Schlagzeugers und Bandleaders Art Hickman geschah das beim Zusammentreffen der Baseballmannschaft der San Francisco Seals in deren Trainingslager im Kurort Boyes Springs mit seiner Ragtime-Band. Er benutzte dies aber selbst nur für eine besonders „energetische“ Spielweise und bezeichnete nicht die Stilrichtung seiner Band damit.
- Nach Angaben seines Banjospielers Bert Kelly (in einem Brief an Variety von 1957 und unveröffentlichten Memoiren), der 1914 Bandleader in Chicago wurde, war seine Formation die erste, die das Wort für ihre Spielweise benutzte.

Nachweisbar ist Jazz als Bezeichnung für die neue Form von Musik erstmals in einem Artikel der Chicago Tribune von Gordon Seagrove vom 11. Juni 1915 mit dem Titel Blues is Jazz and Jazz is Blues. Der Begriff schlug bald darauf Wurzeln und ist danach in einer Vielzahl von Artikeln nachweisbar.
Ab spätestens 1915 gab es Gruppen aus New Orleans, die „Jass“ oder „Jazz“ im Namen tragen bzw. damit ihre Musik bezeichnen. Der Bandleader Tom Brown nahm für sich in Anspruch, als erster dieses Wort für die genauere Beschreibung einer Band verwendet zu haben, worüber ein heftiger Streit mit Nick LaRocca von der Original Dixieland Jass Band entbrannte. Im Dezember 1916 nahm das (weiße) Komikerduo Arthur Collins & Byron G. Harlan den Song That Funny Jas Band from Dixieland auf, an dessen Ende versucht wurde, typische Instrumentalgeräusche vorzustellen, die eine Jazzband charakterisieren.
Das englische Verb „to jazz“ für „to speed or liven up“, schneller werden oder beleben, in Schwung bringen, ist ab 1917 belegt.

## Jazz – ein rassistischer Begriff?
Aufbauend auf Alfons M. Dauer, der auf eine zunächst stigmatisierende Wirkung des Jazzbegriffs hinwies, betont der Musikwissenschaftler Maximilian Hendler, „dass der Begriff Jazz von seinem Ursprung her weder musikalische noch stilistische, sondern soziale Konnotationen hatte. Er drückte ein abwertendes Urteil der Master-Gesellschaft – der Träger der Suprastruktur – gegenüber allen Erscheinungsformen von Musik aus, die nicht den von ihr gesetzten Normen entsprachen.“
Zahlreiche Jazzmusiker lehnten für ihre Musik daher den Begriff Jazz ab; das sei „ein Wort des weißen Mannes“, so Miles Davis. In den 1970er Jahren propagierte das Art Ensemble of Chicago an seiner Stelle den Begriff Great Black Music, der sich jedoch nicht durchsetzte. Der Trompeter Nicholas Payton schlug 2011 vor, den Begriff Jazz durch Black American Music (BAM) zu ersetzen, da das Wort Jazz einen rassistischen Beigeschmack habe und BAM eine Erfindung schwarzer Amerikaner sei, was anerkannt werden solle. Ähnlich haben sich auch andere Musiker geäußert, beispielsweise Orrin Evans, der meinte, Jazz sei „ein repressiver, kolonialistischer Sklaven-Begriff, und ich will nichts damit zu tun haben“, oder Archie Shepp, der sagte: „Ich habe darauf bestanden, dass meine Studenten in ihren Seminararbeiten das Wort Jazz vermeiden.“ Diese Musik habe vielmehr in Afrika begonnen, mit Call and Response, Händeklatschen, Fußstampfen, Blues-Tonleitern, die man nicht bei Mozart oder Anton Webern fände, sondern bei kleinen Stämmen in Westafrika. Shabaka Hutchings findet, Jazz sei „ein einengender Terminus, bei dem die Leute gleich zu wissen meinen, um was für eine Musik es sich handelt“.

## Film
- Ken Burns: Jazz ist eine zehnteilige dokumentarische Jazzgeschichte, die 2001 von PBS erstmals in den USA im Fernsehen gesendet wurde. (Sie hat einen chronologischen Aufbau und zeigt 75 Interviews mit zentralen Personen dieses Musikgenres, 2400 Fotografien, mehr als 2000 historische Filmclips und spielt über 500 Musikstücke.)

### Nachschlagewerke
- Carlo Bohländer, Karl Heinz Holler, Christian Pfarr: Reclams Jazzführer. 5., durchgesehene und ergänzte Auflage. Reclam, Stuttgart 2000, ISBN 3-15-010464-5.
- Ian Carr et al.: The Rough Guide to Jazz. Rough Guides, New York/London 2004, ISBN 1-84353-256-5.
- Leonard Feather, Ira Gitler: The Biographical Encyclopedia of Jazz. 2. erweiterte Auflage. Oxford University Press, Oxford u. a. 1999, ISBN 0-19-507418-1.
- Wolf Kampmann (Hrsg.), unter Mitarbeit von Ekkehard Jost: Reclams Jazzlexikon. 2., erweiterte und aktualisierte Auflage. Reclam, Stuttgart 2009, ISBN 978-3-15-010731-7.
- Barry Kernfeld (Hrsg.): The New Grove Dictionary of Jazz. Oxford University Press, 2005, ISBN 0-19-516909-3.
- Martin Kunzler: Jazz Lexikon. Rowohlt, Reinbek bei Hamburg 2002 / Directmedia Publ., Berlin 2005, ISBN 3-89853-018-3.
- Scott Yanow: Jazz on Record. The First Sixty Years. Backbeat Books, San Francisco 2003, ISBN 0-87930-755-2.

### Diskografien
- Ralf Dombrowski: Basis-Diskothek Jazz (= Reclams Universal-Bibliothek. Nr. 18657). 4., durchgesehene und erweiterte Auflage. Reclam, Stuttgart 2011, ISBN 978-3-15-018657-2.
- Manfred Scheffner (Hrsg.): Bielefelder Katalog Jazz. Vereinigte Motor Verlage, 2005, ISBN 3-89113-137-2.